# Бел-ибни
Бел-ибни (букв. «Владыка создал») — царь Вавилонии, правил приблизительно в 702 — 700 годах до н. э.
После изгнания Мардук-апла-иддина II из Вавилона Синаххериб не захотел занять вавилонский трон лично, а посадил на него в качестве марионетки некого Бел-ибни, «последнего пса в моём дворце», как сам Синаххериб о нём презрительно выразился. Видимо, этот Бел-ибни был молодым и знатным вавилонянином, воспитанным при ассирийском дворе.
В 700 году до н. э. в Вавилонии вновь активизировал свою деятельность старый враг ассирийских царей Мардук-апла-иддин II, который скрывался в недоступных болотах в Приморской стране, на юге Вавилонии. Царь Бел-ибни под влиянием патриотично настроенных вавилонян отложился от Ассирии и вступил в союз с халдеями. Синаххериб выступил в поход на Вавилон. Город был взят и там, вместо не оправдавшего его доверия Бел-ибни, Синаххериб поставил царём своего сына и наследника Ашшур-надин-шуми, а Бел-ибни был отправлен обратно в Ассирию. Дальнейшая его судьба неизвестна.